# Библиотека университета Регенсбурга
Библиотека университета Регенсбурга (также Библиотека Регенсбургского университета; нем. Universitätsbibliothek Regensburg) — публичная научная библиотека, являющаяся частью Регенсбургского университета (UR), расположенного в Баварии; обладает фондом в 3,6 миллиона носителей информации, находится в ведении правительства Свободного государства Бавария и входит в состав Баварской библиотечной сети (BVB). Была основана в 1964 году, а через год получила новаторское для того периода устройство «единой» библиотеки (без отдельных библиотек факультетов и кафедр). В библиотеке была создана классификация «Regensburger Verbundklassifikation» (RVK), ставшая в дальнейшем стандартом для всей Германии; одной из первых начала применять компьютерные технологии для создания и обработки библиотечных данных. В 1970 году, после основания библиотеки Аугсбургского университета, новая библиотека и библиотека университета Регенсбурга основали «Регенсбургскую библиотечную ассоциацию» — первую сеть библиотек в немецкоязычной Европе.

## История
Университетская библиотека Регенсбурга была основана в 1964 году; строительство отдельного библиотечного здания началось в 1971 году. Отдельные библиотеки кафедр в тот период располагались по всему городу, но новая на тот момент концепция организации более не предусматривала их независимости: она предполагала централизованное снабжение книгами и единую каталогизацию всех фондов. Для облегчения доступа читателей к литературе в библиотеке была разработана новая система классификации, получившая в дальнейшем название «классификация Регенсбурга» (Regensburger Verbundklassifikation, RVK). Позднее RVK стала использоваться по всей Германии. За первое десятилетие своего существования университетской библиотеке удалось собрать 1,2 миллиона томов. Информационные технологии начали внедряться в библиотечную деятельность в 1967 году, когда с использованием цифровой обработки данных (Elektronische Datenverarbeitung, EDV) был напечатан первый полный каталог.

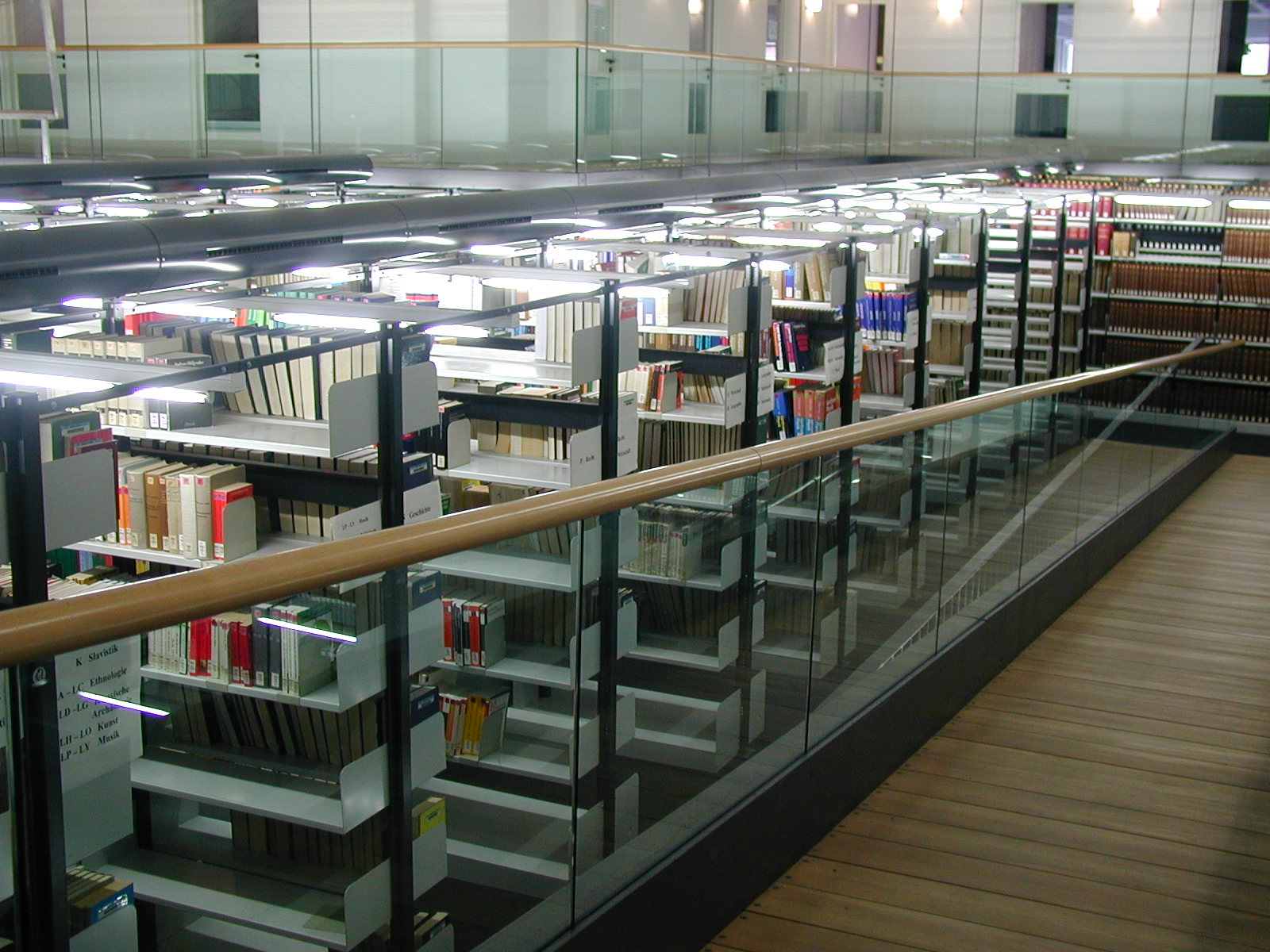
Пандус, ведущий к собранию учебников (2006)

В 1970 году, после основания библиотеки Аугсбургского университета, новая библиотека и библиотека университета Регенсбурга основали «Регенсбургскую библиотечную ассоциацию» — первую сеть библиотек в немецкоязычной Европе. Ассоциация просуществовала до 1981 года, уступив в дальнейшем место общерегиональной сети — Баварской библиотечной сети (BVB). В 1974 году все филиальные библиотеки университетского городка Регенсбургского университета были окончательно объединены.
В 1994 году в Регенсбурге был запущен локальный онлайн-каталог (OPAC), а через два года началось расширение центральной библиотеки, которая стала включать склад компактного хранения на 1,3 миллиона книг и новое почтовое отделение. В октябре 1997 году в библиотеке начался проект «Электронной журнальной библиотеки» (Elektronische Zeitschriftenbibliothek, EZB), ставший в дальнейшем одной из наиболее полных, свободно доступных библиографических баз данных по научным электронным журналам: университетская библиотека в Регенсбурге продолжает отвечать за его разработку и поддержку. В 1999 году было проведено ещё одно расширении библиотечного хранилища для ещё 1,3 миллиона книг.
С 2001 года центральное отделение было дополнено центром «MultiMediaZentrum», предлагавшим широкий спектр цифровых услуг: от книжного сканера до рабочей станции для незрячих. В следующем году здесь же была запущена информационная система «Datenbank-Infosystem» (DBIS), в которой, по данным на 2019 году, участвовали уже 323 академические библиотеки. В 2004 году в Регенсбурге был открыт исторический архив радиорекламы: собрание включает в себя радиорекламу, созданные с 1948 по 1987 год. Через год библиотека была номинирована на премию «eEurope Awards for eGovernment», а ещё год спустя университетская библиотека стала частью федерального проекта «Deutschland — Land der Ideen». В 2007 году в центральной отделении была открыта читальная терраса (Leseterrasse).